# Cankili I
Cankili I (Tàmil: சங்கிலியன், nort 1565), també conegut com a Segarasasekaram, fou rei de la dinastia Aryacakravarti del regne de Jaffna al nord del que avui és Sri Lanka. Fou molt actiu en la resistència als colonialistes portuguesos.
Va heretar el seu tron via intrigues de palau en les que l'hereu aparent va morir sota circumstàncies misterioses. Va succeir al seu pare Singai Pararasasegaram. Al final va ser tret del poder per una revolta local que va dirigir al seu fill Puviraja Pandaram agafant llavors aquest el poder.

## Biografia

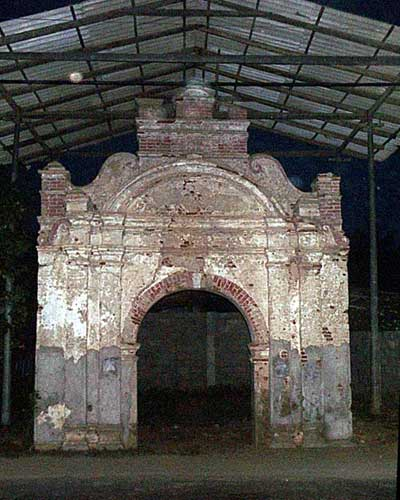
Cankilian Thoppu - Façana del palau que pertany al darrer rei Cankili II.

El seu pare, Singai Pararasasegaram, va tenir dues mullers principals i un nombre de concubines. La seva primera muller, Rajalaksmi, va tenir dos fills, Singhabahu i Pandaram. La segona esposa de Singai Pararasasegaram fou Valliammal, amb la que va tenir a Paranirupasingham. La mare de Cankili va tenir a aquest i a una filla va anomenada Paravai. A base d'intrigues de palau, Cankili va poder ascendir al tron.

## Govern
Cankili es va resistir a contactar amb els portuguesos i fins i tot va massacrar 600 - 700 paraves catòlics a l'illa de Mannar que havien estat portats des de l'Índia a Mannar pels portuguesos per explotar les lucratives pesqueries de perles de la zona.
Va ser enderocat per una revolta local que va dirigir el seu fill Puviraja Pandaram, que va agafar el poder el 1561. Cankili va exercir el poder reial del 1519 fins a la seva mort dins 1565 quan Puviraja Pandaram es va proclamar rei, si bé els darrers quatre anys de manera nominal.